# ヴァイルティンゲン
ヴァイルティンゲン (ドイツ語: Weiltingen) は、ドイツ連邦共和国バイエルン州ミッテルフランケンのアンスバッハ郡に属す市場町で、ヴィルブルクシュテッテン行政共同体の一員である。

## 地理

### 位置
ヴァイルティンゲンはディンケルスビュールの近郊、ヴェルニッツ川沿いに位置しており、ミッテルフランケンで最も高い標高689mのヘッセルベルク山から遠くはない。

### 自治体の構成
この町は、公式には9つの地区 (Ort) からなる。このうち小集落や孤立農場などを除く集落を以下に列記する。
- フランケンホーフェン
- ルッフェンホーフェン
- ファイツヴァイラー
- ヴァイルティンゲン
- ヴェルニッツホーフェン

## 歴史
ディンケルスビュール市の近郊に位置する市場町ヴァイルティンゲンは、かつてヴュルテンベルク家の分家が治めていた。ヴァイルティンゲン家は、ファイツヴァイラー村とヴォルフスビュールに加え、フランケンホーフェンとグライゼルバッハのそれぞれ一部を統治した。17世紀には、クネーリング家にレーエンとして領主権が与えられた。1616年にこの一族の男系が途絶え、このレーエンは再びヴュルテンベルク公ヨハン・フリードリヒの下に復した。領主となった公爵は1617年に“Fürstbrüderlichen Vergleich”（公爵兄弟の和議）を締結し、この文書にヴュルテンベルク侯領を分割しないことを明記した。同時に、下の弟ユリウス・フリードリヒ (1588 - 1635) にヴァイルティンゲンの統治権と采邑として市場開催権を持つブレンツが与えられた。彼は、ヴァイルティンゲンに、ヴュルテンベルク家の自身の傍系を打ち立てたが、多くの息子が未婚のまま終わった。ユリウス・フリードリヒの息子ヴュルテンベルク＝ヴァイルティンゲン公ジルフィウス・ニムロート (1622 - 1664)は、ヴュルテンベルク＝エールス公家の基礎を築いた。
ヴュルテンベルク家は、3世代にわたってヴァイルティンゲンを統治した。フェルディナント・フリードリヒ公 (1654 - 1705)は、子供より長生きして亡くなったため、ヴュルテンベルク＝ヴァイルティンゲンの家系から男性後継者がいなくなった。
このため、ヴァイルティンゲンの領主権は再び、本家に戻された。シュトゥットガルトの行政府は、これを公爵の私有財産として処理している。1729年にこの領主権は、33万グルテンを50年間借りる際の担保とされた。その借財はその後20年間さらに延長された。
行政府が改革され宮廷および国有地の管理部門が設けられると、ヴュルテンベルク国王フリードリヒ1世は、1807年にヴァイルティンゲンにその管理局を設け、官吏としてフリードリヒ・アウグスト・クリストリープを配した。3年後、バイエルンとの条約に基づき、領主権がバイエルン王国に譲渡された。ヴュルテンベルク王国は、これと交換に旧ドイツ騎士団領のアルツハウゼンを手に入れた。これにより、宮廷および国有地の管理局は廃止された。

## 行政

### 議会
町議会は、町長を含め、13議席から成る。

### 紋章
緑地と赤地で上下二分割。上部は、正面を向いた金の覆面兜が浮かぶ。下部は、青い岩山に5本の塔を持つ青い屋根の銀の城が建っている。

## 経済と社会資本
- 州森林管理局

## 文化と見所

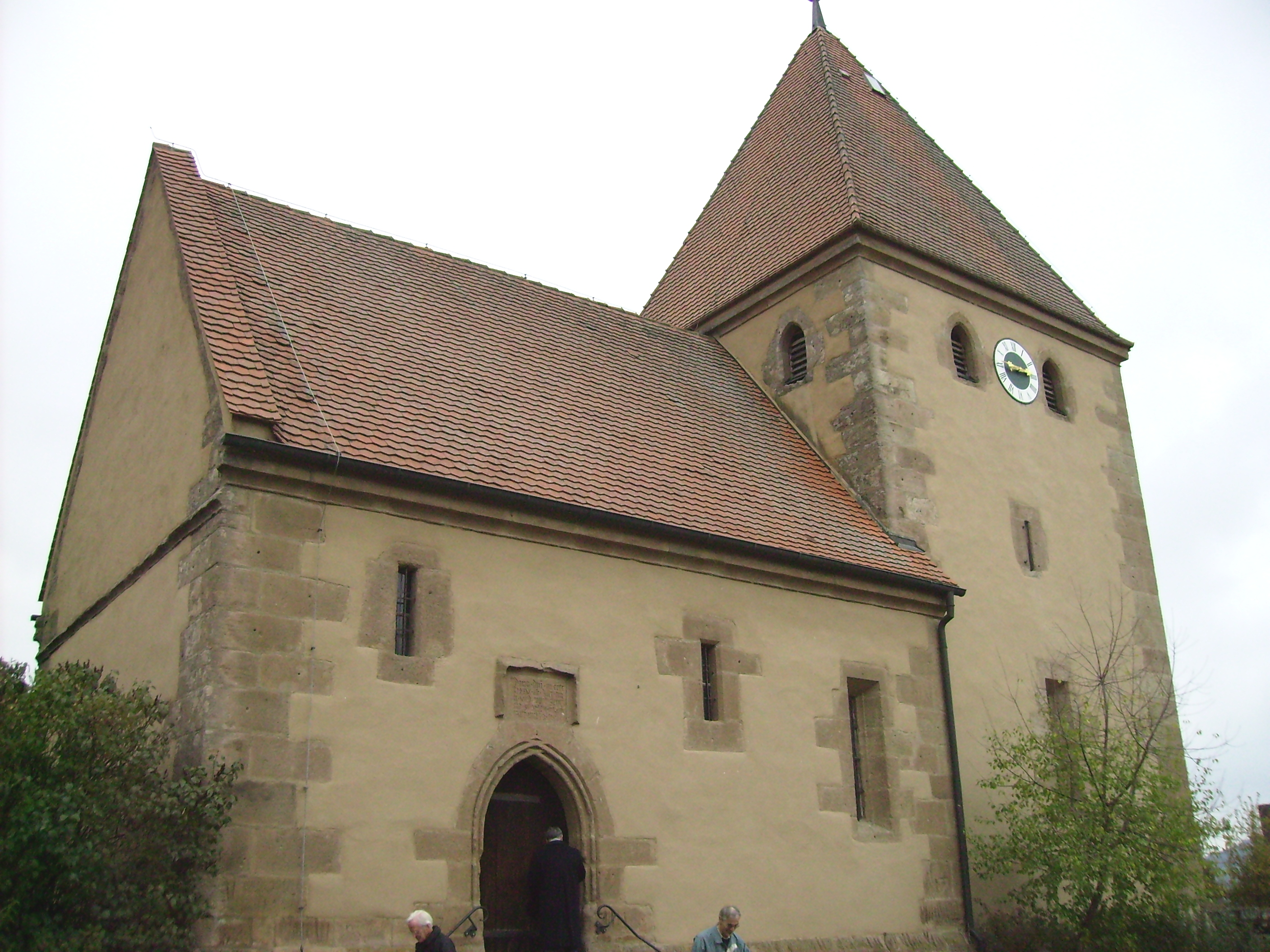
聖ニコラウス教会

### 博物館
- ルッフェンホーフェン・ローマ公園
- 服装と郷土博物館

### 建築
- 聖ペータース教会: 公爵の墓と、ハンス・ショイフェリンの祭壇がある。
- ルッフェンホーフェンのニコラウス教会
- ヴァイルティングの森に遺るリーメスの遺構

## 引用
1. ↑  https://www.statistikdaten.bayern.de/genesis/online?operation=result&code=12411-003r&leerzeilen=false&language=de Genesis-Online-Datenbank des Bayerischen Landesamtes für Statistik Tabelle 12411-003r Fortschreibung des Bevölkerungsstandes: Gemeinden, Stichtag (Einwohnerzahlen auf Grundlage des Zensus 2011)
2. ↑  Bayerische Landesbibliothek Online